# Giovanni Battista Palumba

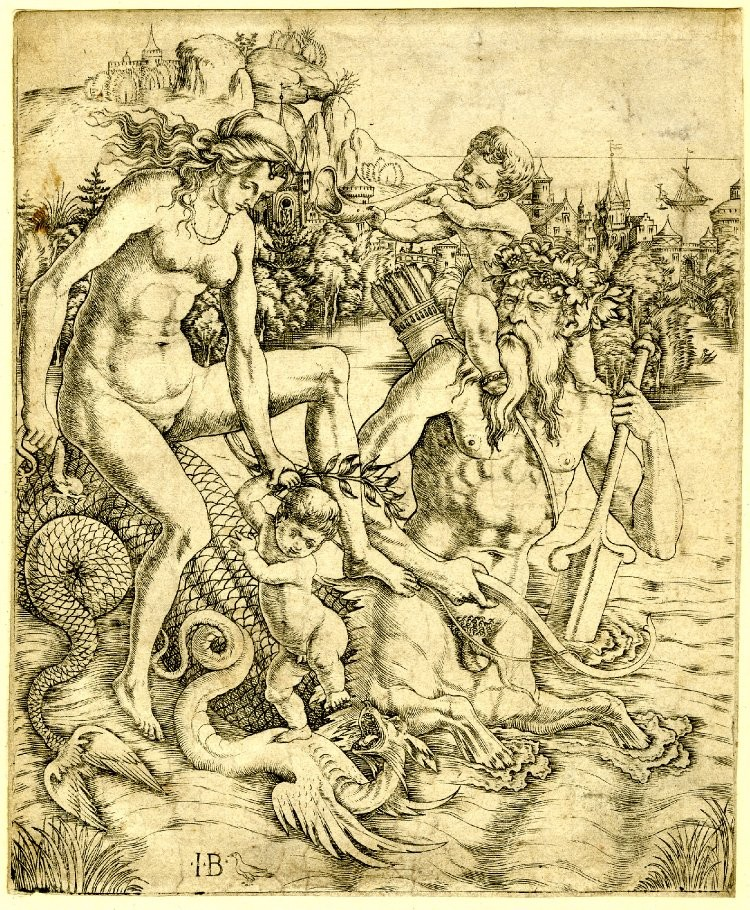
Famiglia di Tritoni, incisione

Giovanni Battista Palumba, conosciuto anche come Maestro I. B. con uccello (o l’Uccello) (... – XVI secolo), è stato un incisore italiano.

## Biografia
Attivo nella prima metà del sedicesimo secolo, si è occupato di incisioni su legno e su rame; gli sono state attribuite 14 xilografie e 11 bulini. Proveniente dall’Italia Settentrionale, ha lavorato a Roma, specializzandosi in soggetti mitologici, come anche in soggetti religiosi. Malgrado l’esiguo corpus pervenutoci, fu un artista attento alle evoluzioni stilistiche e alle influenze degli artisti coevi. Le stampe firmate sono datate intorno al 1510 – 1511.
Il suo nome deriverebbe dal monogramma con il quale sono firmate la maggior parte delle stampe che gli sono state attribuite, ossia le iniziali I. B. seguite da un simbolo simile a un piccione. La parola arcaica “palumbo” significa “piccione” (il nome latino del piccione o palombaccio è Columba palumbus), e sempre in latino l’iniziale di Giovanni è I, di Iohannes. Non è da confondersi con il Maestro I. B., un incisore attivo a Norimberga circa tra il 1523 e il 1530. 
Gli sono state attribuite numerose xilografie per libri illustrati intorno all’anno 1500, sebbene molte di esse siano state contestate, e viene generalmente accettato come l’autore del disegno Leda e il Cigno con i bambini, al British Museum.

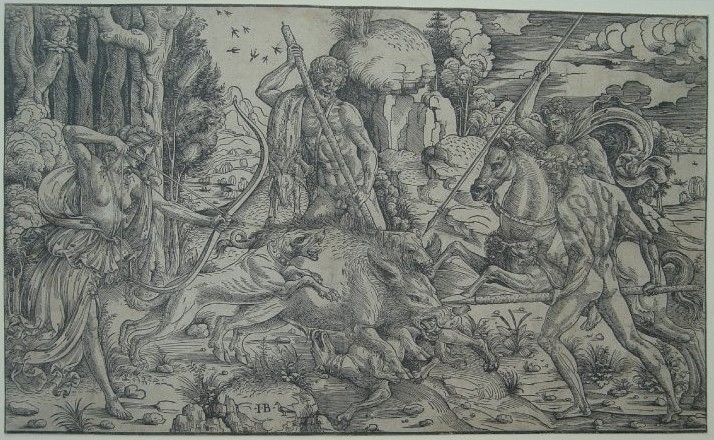
Atalanta e Meleagro cacciando il Cinghiale di Caledonia, xilografia, la più larga (270 × 445 mm) e probabilmente più riuscita stampa.

## Identificazione e fatti biografici
Il Maestro I. B venne catalogato da Bartsch. Nel Diciottesimo Secolo il famoso collezionista Pierre-Jean Mariette aveva già proposto che il monogramma nascondesse un nome relativo a un uccello, come "Joannes Baptista Palumbus", e nel 1923 Arthur Mayger Hind aveva ipotizzato: “Passeri o Uccello come possibili cognomi”. Nel Diciannovesimo Secolo un artista modenese chiamato Giovanni Battista del Porto è stato ritenuto l’uomo dietro il monogramma del Maestro I. B. con Uccello. Negli anni ’30 James Byam Shaw attribuì il monogramma a Jacopo Ripanda, un incisore e antiquario bolognese attivo a Roma nel Sedicesimo Secolo: ripanda è il nome italiano per un uccello acquatico. 
La questione fu risolta da Augusto Campana che pubblicò nel 1936 un commento in glossa da un manoscritto del poeta Evangelista Maddaleni Capodifetrro, all’interno della Libreria Vaticana (Vat. Lat.3351), dove il poeta identifica Palumba riferendosi alla sua stampa Leda e il Cigno, rendendo la sua identificazione universalmente accettata. Campana data l’epigramma intorno al 1503, basandosi sulla sequenza del manoscritto, sebbene Konrad Oberhuber lo faccia risalire al 1508-1510, basandosi sullo stile della stampa stessa, vicina a incisioni coeve di Marcantonio Raimondi.
L’identificazione del Maestro I. B. con Uccello in Palumba non ha aggiunto molte informazioni alla sua biografia, poiché il nome non compare in altri documenti. Lo stesso manoscritto vaticano identifica Palumba come autore di un dipinto raffigurante un servo siciliano, probabilmente del Cardinale Giovanni Colonna (1456 – 1508). Un certo Pietro Paolo Palumba, pubblicatore di stampe attivo a Roma tra il 1559 e il 1584, si definisce come “Palumbus successor Palumbi”.
Basandosi sullo stile delle stampe che gli sono state attribuite, l’artista è vicino allo stile di Bologna o Milano, con alcune xilografie non firmate per illustrazioni di libri stampati a Bologna o Salluzzo tra il 1490 e il 1503. Hind ritiene che uno sfondo simile al niello suggerisca "un’educazione da orafo”. La professione dell’orafo era un apprendistato comune per gli incisori dell’epoca, data la sua comune caratteristica di lavorazione del metallo. Dopo questo periodo si sposta a Roma dal 1503: una stampa mostra alcuni “scherzi della natura” nuovi per l’Urbe nel 1503. La sua attività di stampa indipendente sembra finire intorno al 1510, sebbene i ritratti contenuti in Illustrium Imagines (attribuiti a Palumba) siano probabilmente più tardi,
Palumba è stato infatti identificato anche come l’autore di una lunga serie di ritratti immaginari dei personaggi dell’llustrium imagines (1517) di Andrea Fulvio, sebbene questa opinione sia stata rigettata da alcuni studiosi. È stato proposto come l’autore di altre xilografie per libri pubblicati a Venezia e Siena tra il 1521 e il 1524, sebbene Hind non sia d’accordo. Oberhuber conclude dicendo che dopo il 1510-1511 la sua produzione di incisioni e xilografie sembra concludersi.
Un disegno di Leda e il Cigno, è stato attribuito a Giorgione, al Sodoma o a un anonimo pittore di scuola milanese”, prima che l’attribuzione a Palumba da parte di Hind fosse generalmente accettata. La composizione è molto simile all’incisione dello stesso soggetto (n controparte), come lo è lo stile del disegno, sebbene lo sfondo e altri dettagli nelle pose delle figure siano differenti.  

## Stile e stampe
Gli incisori lavoravano le lastre di rame per i loro stessi disegni in questo periodo, come si pensa agisse lo stesso Palumba. Tuttavia, come molti stampatori dell’epoca, egli probabilmente non sembra lo sculptor dei blocchi di legno; alcune delle xilografie che gli sono state attribuite hanno altre iniziali, presumibilmente quelle degli intagliatori stessi. Sembra comunque che egli praticasse entrambe le tecniche durante il periodo delle stampe firmate con il suo monogramma.
Molte di quelle che vengono ritenute le sue prime stampe mostrano la chiara influenza, specialmente negli sfondi, delle incisioni di Albrecht Dürer, specialmente nella sua produzione degli ultimi 5 anni del Quattrocento; queste ebbero un’ampia circolazione nell’Italia Settentrionale, influenzando molti incisori dell’epoca. Le sue prime stampe di soggetto religioso, e una di esse, una xilografia di una crocifissione, mostra molte somiglianze con un dipinto di Andrea Solari ora la Louvre, realizzato a Milano nel 1503.
A parte Dürer, sicuramente il primo della lista, molti altri artisti sono menzionati come influenti sul lavoro del Palumba: Andrea Mantegna, Nicoletto da Modena, la scuola bolognese in generale, il Sodoma, Baldassare Peruzzi, Francesco Francia, Marcantonio Raimondi, Andrea Solario, Cesare da Sesto, il Pollaiolo, Cristofano Robetta, Filippino Lippi, Pinturicchio, Jacopo Ripanda, e Luca Signorelli. Oberhuber riprende Hind nel definirlo “estremamente eclettico, ma di difficile riconoscimento nell’uso delle fonti”. A sua volta Leo Steinberg identifica la "Famiglia del Fauno" come la prima comparsa del motivo della “slung leg” (gamba appesa) nella sua prima apparizione: Steinberg rintraccia questo motivo, rappresentante l’intimità sessuale, in lavori più tardi di Raffaello e Michelangelo.
Alcune stampe seguono la corrente di immaginare le varietà antropomorfe di creature mitologiche all’interno delle loro famiglie, come espresso in opere di Dürer, Jacopo de Barbari e altri. Le stampe di Palumba includono famiglie di tritoni, fauni e satiri, sebbene le creature femminili e i bambini appaiano anatomicamente umane. Queste e altre stampe “riflettono il gusto per l’antico, mescolato a un'attrazione verso il bizzarro e il delicatamente bello” di Filippino Lippi, Pinturicchio, Peruzzi e Ripanda. È anche interessato nelle metamorfosi ovidiane, con due stampe su Leda, altre sul Ratto di Europa, e la trasformazione di Atteone.
L'approssimativa cronologia delle xilografie, proposta da Friedrich Lippman nel 1894 è rimasta largamente accettata, a cui Oberhuber aggiunge le incisioni. Le stampe sono divise in stadi cronologici, dalla A alla E.
Le sue xilografie sono state descritte come “tra le più importanti prodotte in Italia (Roma) durante i primi anni del Sedicesimo Secolo” da Mark McDonald, ma la gran parte dei creatori italiani di stampe indipendenti (opposte alle illustrazioni per i libri) preferì usare l’incisione su rame. Le eccezioni includono Tiziano, che sperimentò con le xilografie in questi anni (eseguite da altri, ma sotto il suo incoraggiamento). Un’affinità tra i due artisti è l’inusuale grandezza delle xilografie. Incisa da un solo blocco e delle dimensioni di 270 x 445 mm, Atalanta e Meleagro cacciando il cinghiale di Caledonia porta la xilografia ai limiti di ciò che si poteva fare; molte xilografie provenivano infatti da più blocchi. L’usanza delle xilografie di larga dimensione era una tendenza in Germania, usati come murales, decorazioni di muri o di tessuti come i dipinti cinesi.